# Andreas Marianos
Andreas Marianos (grekiska: Ανδρέας Μαριανός), födelseår okänt, död 27 juni 2024, var en grekisk skådespelare.

## Roller (i urval)
- 2004 – Hardcore
- 1994 – Metechmio

## Fotnoter
1. ↑  Έφυγε από την ζωή ο ηθοποιός, σκηνοθέτης και συγγραφέας, Ανδρέας Μαριανός. (på grekiska), läs online, läst: 27 juni 2024.[källa från Wikidata]
2. ↑  Katalog der Deutschen Nationalbibliothek, Deutsche Nationalbibliotheks katalog-id-nummer: 106242770X, läst: 26 juni 2020.[källa från Wikidata]